# Metall de Babbitt
El metall de Babbitt o metall de coixinet és un aliatge d'estany de baix coeficient de fricció i de molta plasticitat, motius pels quals hom l'empra com a metall antifricció per als coixinets. És compost de 90% d'estany, 7% d'antimoni i 3% de coure (a vegades, per tal de reduir el cost, l'estany és substituït per plom). Fou creat pel nord-americà Isaac Babbitt el 1839.
L'original metall Babbitt va ser inventat el 1839 per Isaac Babbitt a Taunton (Massachusetts), EUA. Més tard es van desenvolupar altres composicions (la formulació exacta d'Isaac Babbitt no es coneix amb certesa). És preferible al terme "metall blanc", que també es refereix al metall de coixinet, perquè "metall blanc" és un terme ambigu i polisèmic.

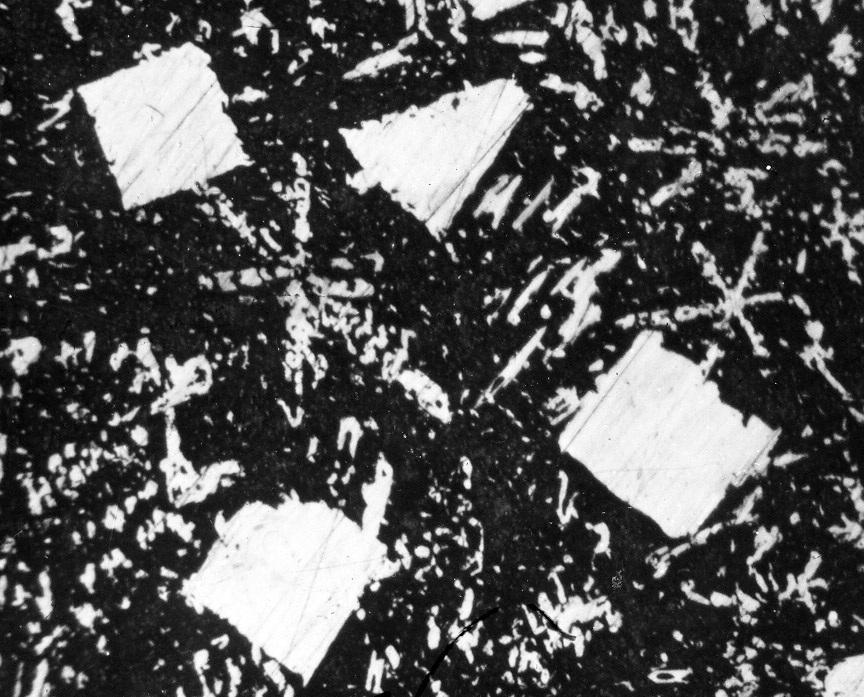
Microestructura del metall Babbitt

El metall Babbitt s'empra habitualment com una capa superficial fina en un complex d'una estructura multi-metall, però el seu ús original és com a material de coixinets de fricció. El metall Babbitt es caracteritza per la seva resistència a la corrosió per fregament. El metall Babbitt és tou i es fa malbé fàcilment, el que suggereix que podria no ser adequat per a un coixinet de superfície.
Tot i que la seva estructura està feta de petits cristalls durs dispersats en un metall més tou, el que fa que sigui un compost de matriu metàl·lica. Quan el coixinet es desgasta, el metall més tou s'erosiona tant que crea rutes per al lubricant entre els punts durs que proporcionen la superfície de suport real. Quan l'estany s'utilitza com metall més suau, la fricció fa que aquest es fongui i funcioni com un lubricant, protegint el coixinet contra el desgast quan manquen altres lubricants.
Els motors de combustió interna utilitzen el metall Babbitt principalment a base d'estany, ja que pot suportar una càrrega cíclica. A base de plom tendeix a endurir-se i desenvolupar esquerdes en treballar, però és adequat per ser mecanitzat amb eines com ara un torn o una serra.